# Дьєрдь Долгої
Дьєрдь Долгої (Довгай)  (угор. Dolhay György; 1652 — 1708) — останній представник роду Довгаї, власник величезних володінь в долинах річок Боржава, Іза та Вішеу, площа яких становила близько 400 000 акрів.

## Участь у національно-визвольній війні
Дьєрдь Долгої був прихильником «короля куруців» — Імре Текелі, з яким мав родинні зв’язки по материнській лінії Бетлен—Редей. Протягом 1703–1711 років брав активну участь у національно-визвольній війні. Був призначений Ференцом ІІ Ракоці ішпаном комітату Мармарош та каштеляном Хустського замку. Обіймав цю посаду протягом 1703—1705 років. 

## Спадщина
Дьєрдь Долгої помер у 1708 році. Похований в крипті Єлизаветинського костелу м. Хуст.
Єдина дочка Дьєрдя померла у ранньому віці. Відтак після смерті Дьєрдя Долгої розпочалась боротьба за його спадщину. Судова тяганина тривала між землевласником з роду Телекі та родичами Дьєрдя — родиною Петровай де Долгої. Зрештою власником маєтків Дьєрдя Долгої в долині Боржави став граф Ласло Телекі.